# Governatore delle Isole Falkland
Il Governatore delle Isole Falkland (in lingua inglese Governor of the Falkland Islands ed in lingua spagnola Gobernador de las Islas Malvinas) è il rappresentante della monarchia britannica per il Territorio Britannico d'Oltremare delle Isole Falkland.
Dal 2022 è Alison Mary Blake.

## Storia
La carica era istituita nel 1764, durante la colonia ed erano in conflitto con la Francia di allora. Negli anni '80 dopo la guerra delle Falkland c'è stata la riforma per migliorare i rapporti diplomatici ed il potere esecutivo.

## Funzioni
Nomina il capo dell'esecutivo delle Isole Falkland ogni tre anni.

## Elenco dei governatori

### Amministratore degli insediamenti francesi di Fort St. Louis
| Nominativo                    | Durata della carica |
| ----------------------------- | ------------------- |
| Louis Antoine de Bougainville | 1764 - 1767         |

### Comandante militare argentino delle Isole Falkland
| Nominativo                                  | Durata della carica            |
| ------------------------------------------- | ------------------------------ |
| Generale Oswaldo Jorge García               | 2 aprile 1982 - 3 aprile 1982  |
| Brigadiere generale Mario Benjamín Menéndez | 3 aprile 1982 - 14 giugno 1982 |

### Comandante militare britannico delle Isole Falkland
| Nominativo                     | Durata della carica             |
| ------------------------------ | ------------------------------- |
| Maggiore generale Jeremy Moore | 14 giugno 1982 - 25 giugno 1982 |

### Commissario civile delle Isole Falkland
| Nominativo         | Durata della carica |
| ------------------ | ------------------- |
| Rex Masterman Hunt | 1982 - 1985         |

### Dal 1985
| Nominativo                  | Durata della carica |
| --------------------------- | ------------------- |
| Gordon Wesley Jewkes        | 1985 - 1988         |
| William Hugh Fullerton      | 1988 - 1992         |
| David Everard Tatham        | 1992 - 1996         |
| Richard Peter Ralph         | 1996 - 1999         |
| Donald Alexander Lamont     | 1999 - 2002         |
| Howard John Stredder Pearce | 2002 - 2006         |
| Alan Huckle                 | 2006 - 2010         |
| Nigel Haywood               | 2010 - 2014         |
| Colin Roberts               | 2014 - 2017         |
| Nigel Phillips              | 2017 - 2022         |
| Alison Mary Blake           | 2022 - in carica    |